# Бравіда-Арена
«Бравіда Арена» (швед. Bravida Arena) — футбольний стадіон у місті Гетеборг, Швеція, домашня арена ФК «Геккен». 
Стадіон побудований та відкритий 2015 року на місці колишнього стадіону «Рамбергсваллен», демонтованого у 2014 році. Розташований на острові Гісінген і є єдиною спортивною спорудою у країні, зведеною за принципом контракту «під ключ». Місткість арени становить 6 500 глядачів. Власником стадіону є компанія «Higab», підпорядкована муніципалітету Гетеборга, яка спільно з оператором «GotEvent» були замовниками його будівництва. Арена відповідає всім вимогам ліги Аллсвенскан і є сучасним футбольним стадіоном з усією необхідною інфраструктурою. 
Право на присвоєння назви було надане ФК «Геккен», який продав комерційні права на неї своєму титульному спонсору — компанії «Bravida», у результаті чого споруда отримала назву «Бравіда Арена».